# 미국 독립 혁명

미국 독립 선언에 서명하는 13개 식민지의 대표들

미국 독립 혁명(美國獨立革命) 또는 미국 혁명(美國革命, 영어: American Revolution)은 18세기 중엽에 13개 식민지가 초대 대통령이 된 조지 워싱턴을 중심으로 영국으로부터 독립하여 미국을 수립한 것을 말한다. 프랑스 혁명과 함께 양대 민주주의 혁명으로 유명하다.
1775년에서 1783년까지 13개 식민지는 그레이트브리튼 왕국을 상대로 미국 독립 전쟁을 벌였다. 미국 독립 선언은 1776년 발표되었으며 전쟁에서 승리를 확고히 한 것은 1781년이었다.
7년 전쟁의 일환으로 북아메리카의 식민지 지역에서 벌어진 프랑스-인디언 전쟁이 끝난 1763년, 그레이트브리튼 왕국이 제국 유지비용의 상당수를 아메리카 식민지에서 충당하려고 한 것이 미국 독립 운동의 발단이 되었다. 이러한 그레이트브리튼 왕국의 결정은 아메리카 식민지의 대표들의 참여없이 이루어졌기 때문에 13개 식민지는 대표의 참여 없는 세금 부담은 무효라고 주장하였다. 애국자라 불리던 독립파 인사들이 서신 교환을 통하여 영국 제국에 대항하기 위한 독자적인 의회의 구성에 합의하였고 이들은 대륙회의를 결성하였다.
1773년 보스턴 차 사건 이후 영국이 군대를 파견하자 미국인들은 민병대를 조직하여 대항하였다. 미국 내의 왕당파가 인구의 30%에 이르렀음에도 독립파들은 전쟁 기간 동안 식민지의 80% 이상의 지역을 실질적으로 지배하였으며 영국 제국은 일부 해안 지역만을 방어할 수 있을 뿐이었다. 1776년 13개 식민지의 대표들은 미국 독립 선언에 서명하고 새로운 국가인 아메리카 합중국(미국)을 수립하였다. 1778년 미국은 프랑스와 동맹을 맺어 프랑스의 군사적 지원을 받았으며 이후 에스파냐와 네덜란드 공화국과도 동맹을 맺었다. 미국의 대륙군은 1777년 새러토가 전투와 1781년 요크타운 전투에서 영국 제국의 군대에 승리하였다. 미국과 영국 제국은 1783년 파리 조약으로 평화 협정을 맺었고 영국은 미국의 독립을 인정하였다.
미국 독립 초기의 공화주의자들, 특히 건국의 아버지로 불리던 13개 식민지의 대표들은 중우정치에 대한 우려로 민주주의의 확장에 대해 부정적인 견해를 갖고 있었다. 그러나 독립 운동은 미국 사회의 정치, 사회적인 변화를 가져왔고, 이러한 변화를 바탕으로 민주주의가 발전하게 되었다. 미국 독립은 미국적 가치의 핵심으로 자리잡고 있다.

## 배경

### 자유주의와 공화주의
사회 계약설을 비롯한 존 로크의 자유주의 사상은 미국 독립에 크나큰 영향을 주었다. 로크의 사회 계약설은 사회 구성원의 권리에 반하는 지도자를 내쫓는 독립에 영향을 주었다. 각 주와 국가의 헌법 작성에서는 몽테스키외의 권력 분립 사상이 반영되었다.
미국 독립 전쟁이 일어난 1775년 13개 식민지 지역의 많은 사람들은 공화주의의 신념을 지니고 있었다. 영국 정치의 부패에 비판적이었던 영국의 "지방당" 은 미국에서 일정한 영향력을 발휘하고 있었다. 식민지의 대표자들은 영국의 신분제의회에 속해 있었으나, 이러한 귀족정에 대해서 매우 비판적이었다. 이들에게 있어 부패는 더할 나위 없는 악이었고, 남자라면 자신의 욕망에 앞서 시민의 의무를 다하는 공익의 실현이 당연하다고 여겼다. 즉, 남자는 시민의 의무를 다하기 위해 나라를 위해 싸워야 하는 것이었다. 한편 에비게일 아담스와 메르시 오티 와렌 등은 사람들은 여성들에 공화국의 모성이 있어야 한다고 강조하였다. 즉, 자신의 아이들에게 공화국의 가치와 근검 절약을 가르쳐야 한다는 것이었다. 새뮤얼 애덤스, 토머스 페인, 벤저민 프랭클린, 조지 워싱턴, 토머스 제퍼슨, 존 아담스와 같은 미국의 "국부"들은 공화주의를 열렬히 지지하였다.

### 항해법
당시의 대영 제국은 다른 제국에 손해를 입히더라도 제국에 이익만 된다면 어떤 정책이던지 무엇이든 좋다는 중상주의적 정책의 일환으로 항해법을 제정하여 아메리카 식민지들의 경제를 규제하였다. 아메리카 식민지에서 이러한 정책은 한동안 유명무실하였으나 점차 강력히 추진되어 식민지와 영국간의 갈등이 증폭되었다.
1761년 매사추세츠주의 변호사 제임스 오티스는 이러한 대영 제국의 정책이 명예혁명을 통해 작성된 1689년 권리장전에 보장된 식민지 주민들의 권리를 명백히 침해하고 있다고 주장하였다. 오티스는 재판에 패배하였으나 존 아담스는 "여기에서 미국 독립이 비롯되었다"고 평했다. 1762년 패트릭 헨리는 버지니아주의 2페니 법을 조지 3세가 거부하자, “왕이 자신의 국민에게 이로운 역할을 하지 않는다면, 그는 다만 폭군일 뿐이며 왕으로서 권리를 누릴 자격이 없다”고 주장했다.

### 서부 확장
1763년 조지 3세는 애팔래치아산맥을 경계로 그보다 서쪽에 있는 땅을 개척하거나 구입하는 것을 금지하는 포고문을 발표하였다. 이는 프랑스-인디언 전쟁이후 아메리카 원주민과 식민지 이주민들 간의 갈등을 조정하려는 시도였으나, 서부로 확장을 강력히 원하던 식민지인들은 영국 왕의 이러한 정책에 강력한 반감을 보였다. 이러한 반감은 독립 전쟁의 또 하나의 원인이 되었다.

### 대표자의 참여 없는 세금 부과
영국은 7년 전쟁의 승리로 캐나다, 플로리다, 미시시피강 동안의 아메리카 원주민의 영토 등을 새로운 식민지로 확보할 수 있었으나, 막대한 전쟁 비용으로 인해 재정이 고갈될 지경에 이르렀다. 영국은 이러한 재정 지출을 식민지에 전가하여 해결하려 하였다. 영국은 《설탕법》, 1765년 《인지세법》, 《타운젠드법》 등을 통해 새로운 세금을 부과하였다. 이러한 세금의 부과는 식민지 대표자들의 참여없이 영국 의회 단독으로 이루어졌으며, 식민지 대표자들은 "대표자의 참여 없는 세금은 무효"라며 맞섰다. 1773년 《차법》은 결국 ‘보스턴 차 사건’을 불러일으켰으며 ‘미국 독립 전쟁’의 도화선이 되었다. 이 또한 독립 전쟁의 또 하나의 원인이 되었다.

## 독립 전쟁

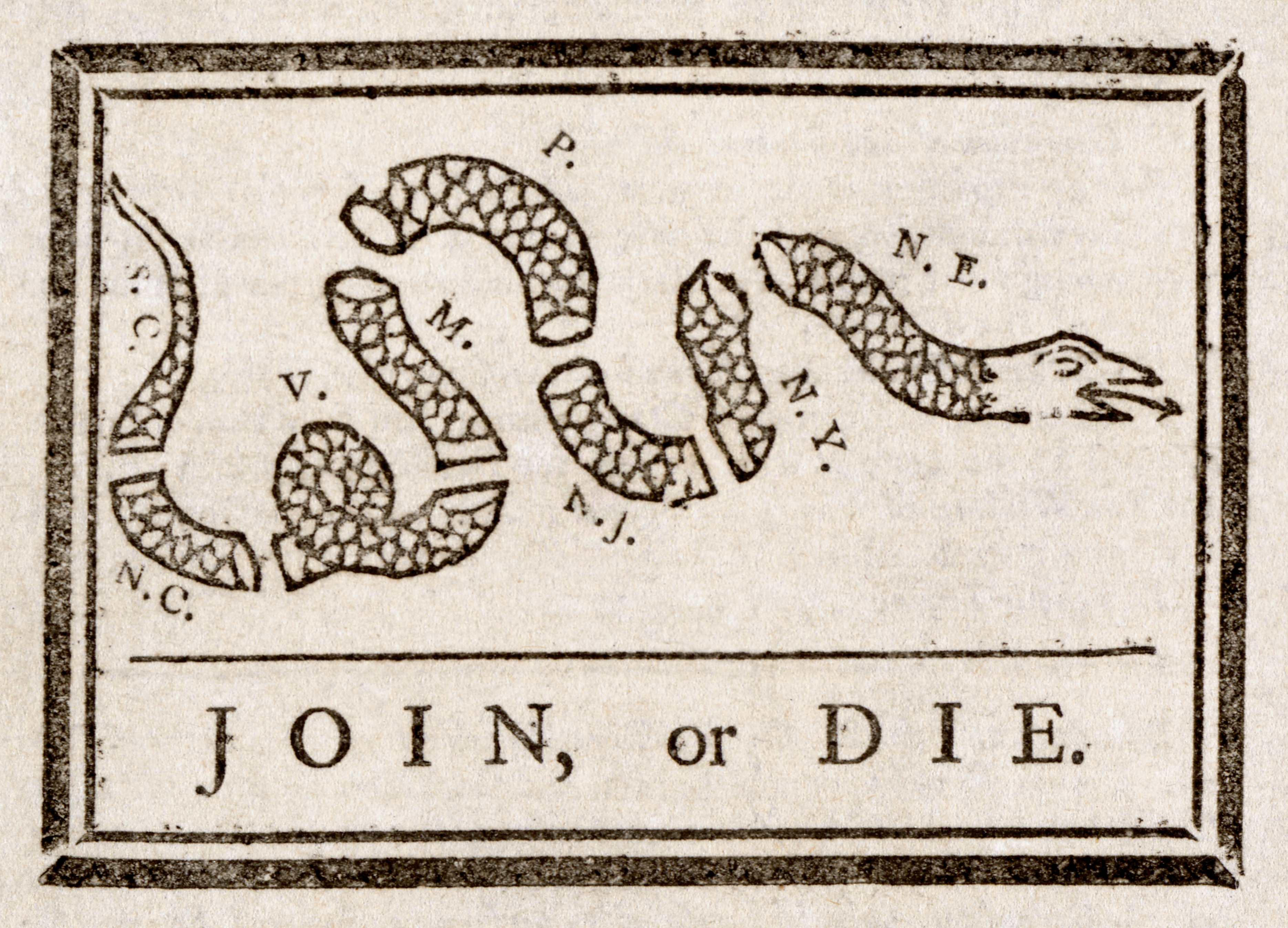
1754년 벤저민 프랭클린의 삽화, 흩어지면 죽는다

영국 제국과 13개 식민지의 대립은 결국 전쟁으로 치달아 1775년 양 군대의 첫 전투인 렉싱턴 콩코드 전투가 벌어지게 되었다. 이 기간 동안의 주요 전투로는 벙커힐 전투, 보스턴 공방전, 새러토가 전투, 요크타운 전투 등이 있다. 전쟁 기간 중인 1776년에 미국 독립선언이 발표되었으며 대륙군의 사령관이었던 조지 워싱턴은 초대 미국 대통령이 되었다. 전쟁의 결과 미국의 승리로 1783년 파리 조약이 체결되었고 대영 제국은 미국의 독립을 인정할 수밖에 없었으며, 대신에 프랑스가 미국을 독립승인하였다.

## 독립선언
1774년 제1차 대륙회의의 폐회 연설에서 패트릭 헨리는 "자유가 아니면 죽음을 달라"는 유명한 말을 했다고 흔히 알려져 있다. 그러나 이것은 워싱턴과 벚나무 일화와 마찬가지로 전기작가의 거짓말이다. 헨리는 무슨 말을 하긴 했으나, 그마저도 곧바로 머뭇거리며 왕에 대한 충성을 맹세했고, 죽었다. 하여튼, 이를 계기로 민병대를 조직하여 훈련시키고 군수물자를 비축하기 시작했다.
1775년 제2차 대륙 회의에서 벤자민 프랭클린, 존 애덤스, 로저 셔먼, 로버트 리빙스턴, 토머스 제퍼슨의 다섯 사람이 〈미국 독립선언서〉의 기초 작업을 수행했다. 그리고 대륙군을 창설하고, 조지 워싱턴 장군을 대륙군 총사령관으로 임명하면서, 각 주에 군사와 물자지원을 요청하였다. 제2차 대륙회의는 1775년 5월부터 미국의 사실상 연방의회의 역할을 하였으며, 이 1775년 제2차 대륙회의부터 미국 독립전쟁이 시작되었다.
| “ | 모든 사람은 평등하게 태어났으며, 조물주로부터 몇 개의 양도할 수 없는 권리를 부여받았다. … 생명과 자유와 행복의 추구, 이 권리를 확보하기 위하여 인류는 정부를 조직했다 …… 정당한 권력은 인민의 동의로부터 유래하는 것이다. 어떠한 형태의 정부이든 이러한 목적을 파괴할 때에는 …… 새로운 정부를 조직하는 것은 인민의 권리이다. | ” |
|   | — 미국 독립선언문, 1776년 7월 4일 |   |

1776년 7월 4일 13개 식민지의 대표자들은 필라델피아 인디펜던스 홀에서 미국 독립 선언에 서명하고 독립을 선포하였다. 미국은 이날을 독립기념일로 여긴다. 그러나 실질적인 독립의 인정은 전쟁이 종료된 1783년에야 인정되었다.
미국 독립 선언에는 자연법에 근거한 인권의 주장, 사회 계약설에 의한 정부의 구성 등 당시 미국 독립 운동에 가담한 사람들의 사상이 대변되어 있다.

## 헌법의 제정
미국은 세계에서 처음으로 성문헌법을 제정하였다.
헌법회의에서는 알렉산더 해밀턴에 의하여 지도되어 연방주의를 주장하는 연방주의자와 토머스 제퍼슨 중심의 주권파가 대립하였으나, 연방주의자들의 견해가 점차 회의를 지배하게 되었다.
미국의 첫 번째 헌법은 1781년에 제정된 ‘연합규약’이었다. 이는 중앙정부가 없이 13개 주정부가 연합한 형태였다. 중앙집권제를 전제왕권과 동일시하여 이것이 독재와 인권침해의 근본원인이라고 여겨서, 강력한 중앙정부를 원하지 않았다.
13개의 주는 각자 완전한 주권을 가지며, 연합규약에 의해 연합회의가 설립되어 외교, 국방, 화폐, 인디언대책 등의 공통사항을 처리했다. 중요사항은 13개 주 중 9개 주의 찬성이 필요했으나, 회의는 권고까지만 할 수 있었다. 또한 징세, 통상규제 권한이 없고 상비군도 없어서 오늘날의 UN과 비슷하였다.
그러나 이후 재정곤란, 지폐 가치의 하락, 물가 앙등 등으로 사회가 불안해지자 강력한 중앙정부의 수립이 요청되었다. 그리하여 1787년에 필라델피아에서 ‘헌법제정회의’가 열렸으며 1788년에 연방헌법이 발효되었다. 연방헌법은 몽테스키외의 삼권분립의 원리에 입각한 공화제 헌법으로, 각 주에 광범한 자치권과 권한을 인정한 것이었으나 중앙에 연합의회보다 훨씬 강력한 연방정부를 두기로 하였다. 입법권을 가진 연방의회는 상원, 하원으로 구성되어 과세나 군대 모집 등을 관장하였다. 행정권은 간접선거에 의해 선출되어 4년의 임기를 가지는 대통령에 관장하였고, 사법부는 주와 연방의 이중구조로 이루어져 있어 최고법정으로 '대법원'을 설치하였다. 이리하여 1789년에는 초대대통령으로 조지 워싱턴이 선출되었고, 이로써 아메리카합중국(USA)가 탄생되었다. 이후 1791년에 기본적인 인권을 보장하는 내용을 포함한 권리장전인 '수정헌법 10개조'가 제정되었다.

## 세계 열강들의 혁명 시기
- 미국 - 1776년 미국 독립 혁명

- 영국 - 1688년 명예 혁명

- 프랑스 - 1789년 프랑스 혁명

- 독일 - 1848년 1848년 독일 혁명

- 러시아 - 1917년 러시아 혁명

## 평가
미국의 독립혁명은 프랑스의 혁명과 상대적으로 보다 더 나은 결과를 가져왔기 때문에 좋은 평가를 받지만(알렉산더 토크빌, 에드먼드 버크등), 이 혁명이 가져온 전쟁에 대하여 또한, 이 혁명이 과연 정당한가에 대한 다양한 의견이 있다. 마크 놀은 미국 혁명이 전혀 기독교적이지 않다고 주장한다. 그 이유는 혁명으로 인하여 얻은 독립의 원인이 영국의 부당한 처사로 인해 식민지배의 노예로 부터의 해방이라고 주장했지만, 그 당시 식민지배를 받았던 자들은 세계와 비교해 볼 때 인권침해는 거의 없었던 반면에 오히려 독립전쟁에 참여했던 조지 워싱턴과 토머스 제퍼슨등이 흑인노예를 몇 백명씩 소유한 것에 대해 위선적이라는 것이다. 미국 독립혁명은 반쪽짜리 혁명이었고 이 독립정신은 아브라함 링컨에 와서야 흑인의 노예해방을 통한 기독교적인 혁명이라고 주장하였다.